# Čakanovce (Košice)
|  | No s'ha de confondre amb Čakanovce (Banská Bystrica). |

Čakanovce és un poble i municipi d'Eslovàquia. Es troba a la regió de Košice, a l'est del país.

## Història
La primera referència escrita de la vila data del 1276.

## Demografia
| Godina             | 1994 | 2004    | 2014    | 2024    |
| ------------------ | ---- | ------- | ------- | ------- |
| Nombre de persones | 462  | 559     | 654     | 761     |
| Diferència         |      | +20,99% | +16,99% | +16,36% |

| Godina             | 2023 | 2024   |
| ------------------ | ---- | ------ |
| Nombre de persones | 734  | 761    |
| Diferència         |      | +3,67% |